# Bem Viver
Bem Viver ist eine Gemeinde (Freguesia) im portugiesischen Kreis Marco de Canaveses. Sie entstand am 29. September 2013 im Zuge der kommunalen Neuordnung Portugals aus dem Zusammenschluss der Gemeinden Favões, Ariz und Magrelos. Die Gemeinde umfasst eine Fläche von 9,59 km², in ihr leben 3905 Einwohner (Stand 30. Juni 2011).
Sitz der Gemeindeverwaltung ist Ariz.